# Pierre-Louis-Célestin-Michel Champon
Pierre-Louis-Célestin-Michel Champon, francoski general, * 1882, † 1940.